# ركن الملك
كان ميرزا سليمان خان الشيرازي، المعروف باسم ركن الملك أو ركنولمولك (1839–1914)، كان شاعرًا ونائبًا لملك أصفهان في عهد القاجار، وهو مسلم شيعي من أصل فارسي. وكان أيضًا سكرتيرًا لحاكم محافظة فارس. ركن الملك هو أيضًا مؤسس المسجد الذي سمي باسمه وتكية محمد جعفر آبادي، وكلاهما يقعان في أصفهان.

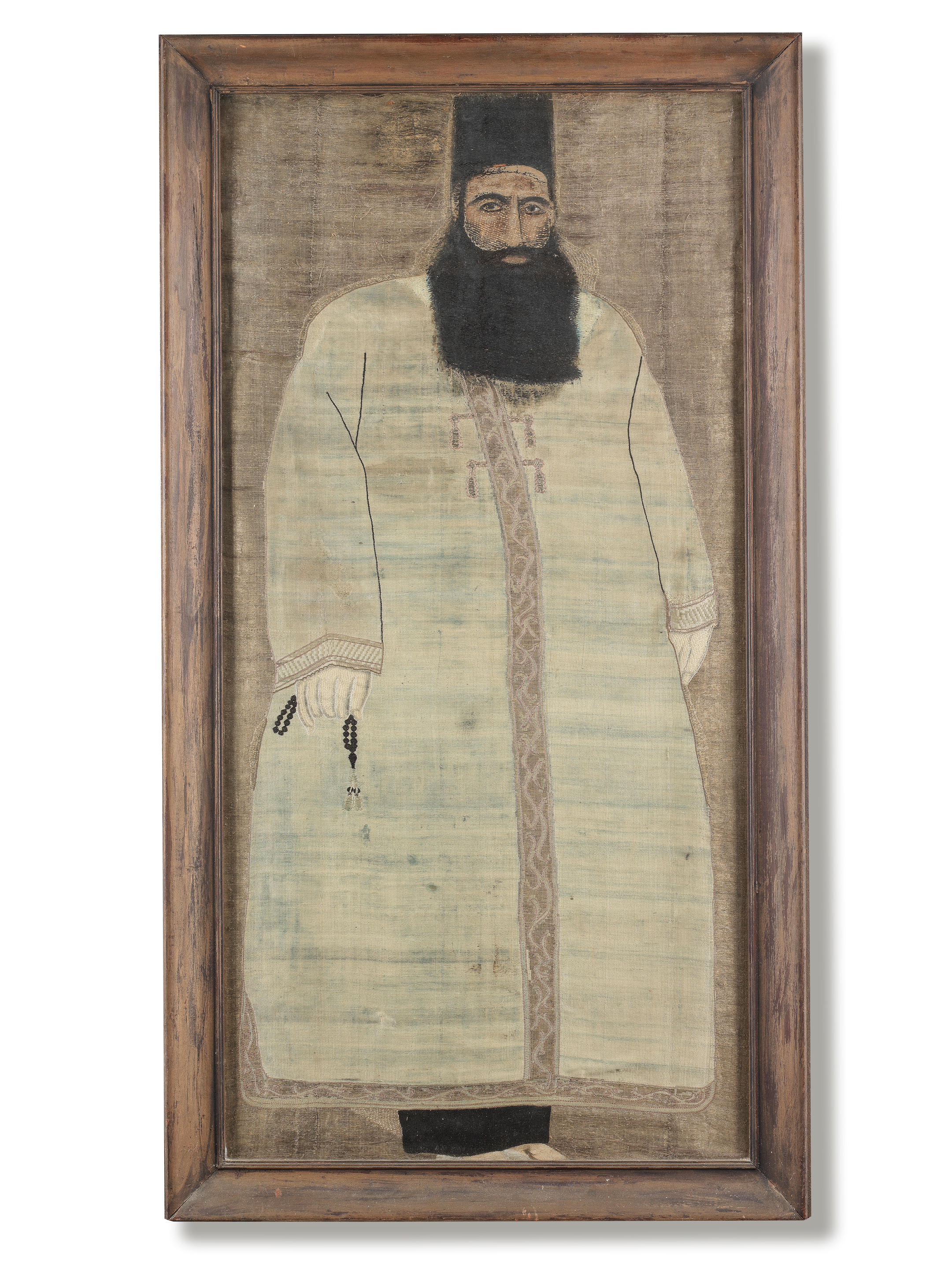
رسم توضيحي لمسؤول قاجاري على قماش حريري، يُعتقد أنه كان تصويرًا لركن الملك

## السيرة
وُلِد ميرزا سليمان خان الشيرازي عام 1839، لعائلة تنحدر من أحد قادة الشاه إسماعيل الأول. وفي عام 1886 أصبح سكرتيرًا لمسعود ميرزا زل سلطان، حاكم أصفهان وفارس. وفي أثناء عمله سكرتيرًا أنشأ مصنعًا، وهو عبارة عن مطبعة، حيث كانت تُطبع نسخ من القرآن الكريم إلى جانب بعض الكتب الأخرى مثل كتاب زاد المعاد لابن القيم الجوزية. كما أسس مسجدًا سمي باسمه وتكية لرجل دين شيعي، محمد جعفر آبادي.

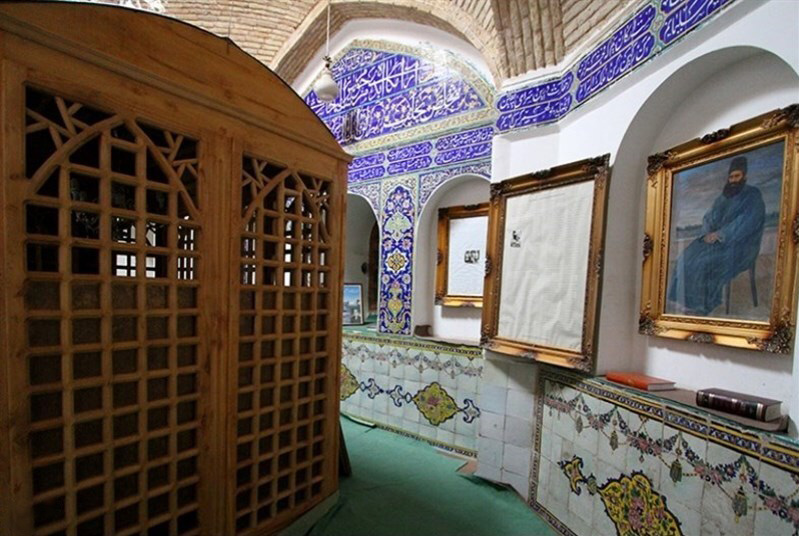
قبر روكنولمولك داخل مسجده

تُوفي ركن الملك في أصفهان سنة 1914م. دفن إلى جانب زوجته في المسجد الذي أسسه، والذي يقع بالقرب من مقبرة تخت فولاذ.

## طالع أيضًا
- الدولة القاجارية
- ربيع المدخلي